# Kimi (film)
Kimi je americký filmový thriller z roku 2022, který režíroval Steven Soderbergh a napsal a produkoval David Koepp. Ve filmu hraje Zoë Kravitz. Vydán byl 10. února 2022 na streamovací platformě HBO Max a dočkal se vesměs pozitivních recenzí.

## Děj
Bradley Hasling, generální ředitel technologické společnosti Amygdala, poskytuje rozhovor o svém nejnovějším produktu Kimi. Kimi je chytrý reproduktor, který kontroverzně monitoruje uživatele ke zlepšení vyhledávacího algoritmu zařízení. Společnost Amygdala plánuje brzy uspořádat IPO, která Haslingovi vydělá jmění.
Angela Childsová je zaměstnankyní společnosti Amygdala v Seattlu, která pracuje z domova a sleduje příchozí datové toky ze zařízení Kimi a provádí opravy softwaru. Kvůli předchozímu napadení trpí úzkostí a agorafobií, které se ještě zhoršily v důsledku pandemie COVID-19. Jejím hlavním lidským kontaktem je její milostný partner Terry, soused odnaproti, s nímž se schází na sex v jejím bytě. Jednoho dne při práci Angela obdrží nahrávku, která zřejmě zachycuje násilné sexuální napadení mužem jménem Brad. S pomocí svého spolupracovníka Daria se dostane k informacím o majiteli účtu, ženě jménem Samantha. Angela odhalí další nahrávky Samanthy, včetně jedné, která zní jako její vražda. Vyjde najevo, že „Brad“ je ve skutečnosti sám Bradley Hasling a že Samantha byla jeho milenkou. Bradley si vraždu objednal u nájemného vraha jménem Rivas. Angela přenese nahrávky na flash disk.
Incident nahlásí svému nadřízenému, který ji odkáže na Natalii Chowdhuryovou, vedoucí pracovnici společnosti Amygdala. Angela se s Chowdhuryovou několikrát pokouší spojit telefonicky, ale nakonec se nechá přesvědčit, aby se dostavila do její kanceláře osobně s příslibem, že o případu bude informovat FBI. V kanceláři je Angela znepokojena, když se zdá, že Chowdhuryová se zdráhá kontaktovat úřady, a zmíní se o Angelině předchozím přerušení práce kvůli zotavení mentálního zdraví. Zatímco čeká na kontaktování FBI, dostane od Daria zprávu, že někdo vymazal Samanthiny hlasové záznamy ze serverů Amygdaly, a krátce nato vidí, jak do kanceláře vstupují dva neznámí muži. Uteče a vydá se pěšky směrem k nedaleké terénní kanceláři FBI, přičemž ji Rivas a jeho komplicové sledují prostřednictvím jejího mobilního telefonu.
Muži Angelu dostihnou a pokusí se ji násilím naložit do dodávky, ale skupina nedaleko stojících demonstrantů únosu zabrání. Jeden z Rivasových mužů, hacker jménem Yuri, však dokáže z historie jejího vyhledávání odvodit, kam má Angela namířeno. Únosci Angelu omámí a odvedou ji do jejího bytu, kde plánují zinscenovat vloupání do domu, aby zakryli její vraždu. Cestou dovnitř je vyruší Kevin, soused, který také tráví veškerý čas uvnitř a začal být znepokojen poté, co viděl Angelu odcházet z domu. Kevin je pobodán, čímž odláká pozornost útočníků, ale Rivas už je uvnitř Angelina bytu. Zabaví flash disk a začne mazat nahrávky z Angelina notebooku, ale ta pomocí svého zařízení Kimi opět odláká Rivase a jeho muže a uteče do vyššího patra. Z pistole na hřebíky, která zůstala po stavbě v bytě nad ní, si sestaví zbraň a s Kevinovou asistencí s ní vetřelce zabije. Terry, s nímž měla v plánu se setkat, přijíždí právě ve chvíli, kdy dává Kimi pokyn, aby zavolala IZS. V tu chvíli se na místě objevují další lidé.
V epilogu se dozvídáme, že Bradley Hasling byl zatčen za vraždu Samanthy. Angela s novým účesem se před svým bytem vydává na snídani s Terrym.